# Thrixspermum doctersii
Thrixspermum doctersii är en orkidéart som beskrevs av Johannes Jacobus Smith. Thrixspermum doctersii ingår i släktet Thrixspermum och familjen orkidéer. Inga underarter finns listade i Catalogue of Life.